# 유럽의 기후

유럽의 기후지도 쾨펜의 기후 구분.

유럽의 기후는 위도(북위 34° 55'∼71° 10')에서보다도 유라시아대륙의 서부에 위치함이 결정적인 영향을 준다.

## 개요
남북을 달리는 높은 산맥이 없는 유럽에 있어서는 대서양으로부터 온난한 멕시코만류의 위로 불어오는 습윤한 바람이 별로 차단됨이 없이, 겨울에는 온화한 바람으로, 여름에는 서늘한 바람으로, 연중 해양으로부터 대륙 내부로 불어오는 관계로 위도에 비해 특히 동계에는 온화한 기후를 나타낸다. 유럽에 있어서는 1월의 평균기온 0의 등온선은 스칸디나비아 반도에서 북극권 훨씬 북쪽에 위치하는 데 반하여, 유라시아 대륙의 동부에 위치하는 한반도에선 남부 해안에 0의 등온선이 있다. 연평균기온 교차에 있어서도 아이슬란드와 노르웨이의 서부 해안이 10 이하인 데 비하여, 같은 위도의 유라시아 대륙의 동부에서는 25∼30이나 되는 큰 연교차를 나타낸다.유럽에 있어서 해양성 기후의 영향 범위는 탁월풍(卓越風)과 연관성이 깊다. 또한 이 탁월풍은 기압 배치와 이에 연관된 천후(天候) 상태에 밀접한 관계가 있다. 겨울철에는 전 유럽이 동부 내륙 지방에 발달하는 한랭건조한 시베리아의 대륙기단(大陸氣團), 북대서양에 발달하는 온난 다습한 이동성 저기압의 충돌지역이 된다. 이 이동성 저기압은 항상 일정한 진로를 따라 이동하되, 동진함에 따라 그 세력은 점차 악화되며, 그 사이사이로 추위를 가져오는 대륙기단이 중부 유럽을 지나 서부 지방까지 지날 때가 있다.여름에는 중위도 고기압대에 발달하는 아조레스 고기압이 알프스를 넘어 남부 러시아까지 북쪽으로 이동함에 따라, 이 기압축을 잇는 남쪽의 지중해 연안지방은 고온 건조한 여름을 나타내게 된다. 상기한 천후(天候)의 각 여건들은 유럽의 등온선 분포도에도 잘 반영하고 있다.1월 평균 등온선은 해안을 따라 남북방향을 달리며, 이 축은 계속해서 지중해·흑해·카스피해로 달려, 대략 L자 모양의 등온선을 나타낸다. 7월의 평균 등온선은 대략 위도와 평행하게 달리나 서부 해안이 동부 내륙 지방보다 낮은 등온선을 나타낸다. 특징적인 점으로는, 유럽의 기온은 위도에 의한 영향은 근소하며, 도리어 격해도에 의한 영향이 더 크다. 설선은 일반적으로 남주에서 북부로 가면서 낮아진다. 에스파냐의 시에라네바다 산맥에서는 3,400m, 알프스에서는 평균 2,700m, 노르웨이의 도브레피엘(Dovere Fijell)에서는 2,000m, 북부 스칸디나비아에서는 750m 에 위치한다. 강수량은 일반적으로 서부에서 동부로 가면서 감소한다. 서부 유럽에서는 연 강수량이 800mm 이상인 데 반하여, 남부 러시아의 초원 지방은 250mm 이하이다. 서부 유럽의 강수의 대부분은 서부에서 대륙 내부로 향하는 이동성 저기압과 편서풍 등과 밀접한 연관성이 있어, 연중 균일하게 모든 달에 걸쳐 강수를 보이며, 남서풍은 비를 몰고 오는 주요한 바람이다. 동부 유럽 지방에서는 여름에는 뇌우와 관계있는, 단시간에 많이 내리는 강한 대류성 비로 풍향에는 큰 영향이 없으며, 여름에 주로 비가 많이 내린다. 유럽의 최다 우지는 습윤한 서풍이 마주치는 산맥의 사면(斜面)으로, 스코틀랜드 산지, 남부 노르웨이 해안과 알프스 및 디나르 알프스 산지에서는 2,000mm 이상의 강수량을 나타낸다.

## 기후에 따른 지역  ( 서부, 동부, 중부, 북부, 남부 )
유럽은 위도 36와 경도 75이상이나 되는 넓은 지역을 차지하기 때문에 지역에 따라 현저한 기후의 차이를 나타낸다. 기온의 연변화, 강수의 계절적 변화 등에 따라 다음의 기후지역으로 구분한다.

### 서부유럽 기후지역
편서풍과 대양의 영향을 가장 많이 받는 전형적인 해양성 기후지역으로, 기온의 연교차는 10∼18이다. 겨울철은 온화하고 여름철은 비교적 서늘하다. 연평균 기온은 유라시아대륙의 동위도지역에 비해 약 9 가 높다.강수량은 대체로 750mm 이고, 동쪽으로 이동하는 저기압과 밀접한 연관성이 있다. 강수는 연중 모든 달에 걸쳐 비교적 균일하며, 가을과 겨울에는 다소 많은 비가 내린다. 이 기후지역의 경계선으로는 1월등온선이 1 , 연교차 18 선이 이용된다.

### 동부 및 북부유럽 기후지역
대륙성 기후로 노르웨이 해안을 제외하고는 겨울철에는 특히 한랭한 기온을 나타낸다. 특히 겨울에는 대륙내부에 발달하는 시베리아고기압의 확대와 지배로 인해 해양성기단의 진입을 방해하여 한랭 기온(1월 평균 －5 －20 )을 나타낸다. 여름은 반대로 같은 위도의 서부유럽 지방보다 온난하며, 기온의 연교차는 25이다. 강우는 주로 여름에 내리며, 대류성 강우 형식으로 많이 내린다. 강수량은 연평균 750∼1500mm 정도이다.

### 중부유럽 기후지역
서부유럽 기후지역과 동부 및 북부유럽 기후지역의 중간지역으로, 이 두 기후지역의 점이형 기후형이다.

### 지중해성 기후지역
지중해 연안에 발달하는 기후로, 여름은 고온건조하며, 겨울은 온난습윤하다. 이는 여름에는 아조레스고기압의 북상이동과 겨울에는 이동성저기압의 남하와 이동 때문이다. 지중해 동부에서는 여름에 규칙적으로 동풍이 탁월하며, 이 지방에서는 에테지엔(Etesien)기후라고도 한다. 이 기후지역의 북부지방에서는 가을과 봄에, 그리고 남부지방에서는 겨울에 비가 많이 내린다. 지중해성 기후의 북부 한계선은 대략 1월 평균 기온 5 선으로, 이는 올리브나무(olive樹)의 북한계선(北限界線)과 대략 일치한다.

## 온도
|               | 1월  | 2월  | 3월  | 4월  | 5월  | 6월  | 7월  | 8월  | 9월  | 10월 | 11월 | 12월 | 연도 |
| ------------- | ---- | ---- | ---- | ---- | ---- | ---- | ---- | ---- | ---- | ---- | ---- | ---- | ---- |
| 헬싱키        | -1.3 | -1.9 | 1.6  | 7.6  | 14.4 | 18.5 | 21.5 | 19.8 | 14.6 | 9.0  | 3.7  | 0.5  | 9.0  |
| 민스크        | -2.1 | -1.4 | 3.8  | 12.2 | 18.7 | 21.5 | 23.6 | 22.8 | 16.7 | 10.2 | 2.9  | -1.2 | 10.8 |
| 부다페스트    | 1.2  | 4.5  | 10.2 | 16.3 | 21.4 | 24.4 | 26.5 | 26.0 | 22.1 | 16.1 | 8.1  | 3.1  | 15.0 |
| 런던          | 8.1  | 8.6  | 11.6 | 14.6 | 18.1 | 21.0 | 23.4 | 23.1 | 20.0 | 15.5 | 11.3 | 8.4  | 15.3 |
| 파리 (프랑스) | 6.9  | 8.2  | 11.8 | 14.7 | 19.0 | 21.8 | 24.4 | 24.6 | 20.8 | 15.8 | 10.4 | 7.8  | 15.5 |
| 부쿠레슈티    | 1.5  | 4.1  | 10.2 | 18.0 | 23.3 | 26.8 | 28.8 | 28.5 | 24.6 | 18.0 | 10.0 | 3.8  | 16.5 |
| 로마          | 14.0 | 15.1 | 18.3 | 21.1 | 25.9 | 29.6 | 32.3 | 32.5 | 27.2 | 23.0 | 18.1 | 15.3 | 22.4 |
| 바르셀로나    | 13.9 | 14.3 | 16.4 | 18.9 | 22.5 | 26.1 | 28.6 | 29.0 | 26.0 | 22.5 | 17.1 | 14.5 | 20.6 |
| 리스본        | 14.8 | 16.2 | 18.8 | 19.8 | 22.1 | 25.7 | 27.9 | 28.3 | 26.5 | 22.5 | 18.2 | 15.3 | 21.5 |
| 몰타          | 15.6 | 15.6 | 17.3 | 19.8 | 24.1 | 28.6 | 31.5 | 31.8 | 28.5 | 25.0 | 20.7 | 17.1 | 23.0 |
| 말라가        | 16.8 | 17.7 | 19.6 | 21.4 | 24.3 | 28.1 | 30.5 | 30.8 | 28.2 | 24.1 | 20.1 | 17.5 | 23.3 |
| 아테네        | 13.4 | 14.3 | 17.1 | 21.2 | 26.6 | 31.7 | 34.4 | 34.3 | 29.7 | 24.1 | 18.7 | 14.4 | 23.3 |

|            | 1월 | 2월 | 3월 | 4월 | 5월 | 6월 | 7월 | 8월 | 9월 | 10월 | 11월 | 12월 |
| ---------- | --- | --- | --- | --- | --- | --- | --- | --- | --- | ---- | ---- | ---- |
| 그단스크   | 4   | 3   | 3   | 4   | 8   | 13  | 16  | 18  | 15  | 12   | 9    | 6    |
| 브라이턴   | 9   | 8   | 8   | 9   | 11  | 13  | 15  | 17  | 17  | 16   | 13   | 11   |
| 마르세유   | 13  | 13  | 13  | 14  | 16  | 18  | 21  | 22  | 21  | 18   | 16   | 14   |
| 리스본     | 15  | 15  | 15  | 16  | 17  | 18  | 19  | 20  | 20  | 19   | 18   | 17   |
| 바르셀로나 | 13  | 13  | 13  | 14  | 17  | 20  | 23  | 25  | 23  | 20   | 17   | 15   |
| 로마       | 16  | 15  | 16  | 17  | 20  | 22  | 26  | 27  | 25  | 21   | 19   | 16   |
| 아테네     | 16  | 15  | 15  | 16  | 18  | 21  | 24  | 24  | 24  | 21   | 19   | 17   |
| 나폴리     | 16  | 15  | 16  | 18  | 20  | 23  | 27  | 28  | 26  | 23   | 20   | 17   |
| 발렌시아   | 14  | 14  | 14  | 16  | 19  | 23  | 25  | 26  | 25  | 22   | 19   | 16   |
| 말라가     | 16  | 16  | 16  | 17  | 18  | 21  | 23  | 24  | 22  | 20   | 18   | 17   |
| 몰타       | 16  | 16  | 15  | 16  | 18  | 21  | 24  | 26  | 25  | 23   | 21   | 18   |

## 같이 보기
- 북극진동
- 2003년 유럽 폭염

## 참조
- 이 문서에는 다음커뮤니케이션(현 카카오)에서 GFDL 또는 CC-SA 라이선스로 배포한 글로벌 세계대백과사전의 "유럽의 기후" 항목을 기초로 작성된 글이 포함되어 있습니다.

1. ↑  헬싱키
2. ↑  “Pogoda.ru.net” (러시아어). 2007년 9월 8일에 확인함.
3. ↑  “Met.hu”.
4. ↑  “Greenwich climate”.
5. ↑  “PREVISIONS METEO FRANCE - Site Officiel de Météo-France - Prévisions gratuites à 15 jours sur la France et à 10 jours sur le monde”.[깨진 링크(과거 내용 찾기)]
6. ↑  “Bucuresti Baneasa Climate Normals 1961-1990”. www.NOAA.gov. 2012년 10월 31일에 확인함.
7. ↑  http://clima.meteoam.it/AtlanteClimatico/pdf/%28239%29Roma%20Ciampino.pdf
8. ↑  “Weather Information for Barcelona - World Meteorological Organization (United Nations)”.
9. ↑  “Valores Climatológicos Normales. Barcelona / Aeropuerto - Agencia Estatal de Meteorología”. 2011년 2월 16일에 원본 문서에서 보존된 문서.
10. ↑  “Monthly Averages for Lisbon, Portugal”. Instituto de Meteorologia. 2012년 11월 26일에 원본 문서에서 보존된 문서. 2012년 6월 16일에 확인함.
11. ↑  “Average temperatures in Malta 1981-2010”. 2017년 1월 24일에 확인함.
12. ↑  “Valores climatológicos normales. Málaga - Agencia Estatal de Meteorología”. 2018년 9월 14일에 원본 문서에서 보존된 문서. 2018년 1월 24일에 확인함.
13. ↑  Το αρχείο του Θησείου (그리스어). Meteoclub. 2018년 2월 6일에 확인함.